# Promontorium
Promontorium er betegnelsen for et forbjerg på Månen, en landskabsform på Månen. Et promontorium støder op til et månehav.
Der kendes følgende promontorier på Månen:
- Promontorium Agarum
- Promontorium Agassiz
- Promontorium Archerusia
- Promontorium Deville
- Promontorium Fresnel
- Promontorium Heraclides
- Promontorium Kelvin
- Promontorium Laplace
- Promontorium Taenarium